# Arsenjewfelsen
Die Arsenjewfelsen (russisch Скалы Арсеньева Skali Arsenjewa) sind markante Felsenkliffs im ostantarktischen Königin-Maud-Land. Sie ragen aus Moränengeröll 4 km westlich des Mount Deryugin in der Liebknecht-Kette des Alexander-von-Humboldt-Gebirges auf.
Sowjetische Wissenschaftler kartierten sie zwischen 1960 und 1961 anhand von Vermessungen und Luftaufnahmen. Namensgeber ist der russische Geograph Konstantin Iwanowitsch Arsenjew (1789–1865).